# 小行星10175
小行星10175（10175 Aenona）是一颗绕太阳运转的小行星，为主小行星带小行星。该小行星于1996年2月14日发现。

## 轨道参数
小行星10175的轨道半长轴为2.2713231 UA，离心率为0.128。